# Miguel Littin
Miguel Littín Cucumides (Palmilla, província de Colchagua, 9 d'agost de 1942) és un premiat director de cinema, televisió, guionista i escriptor xilè d'orígens palestí i grec.
Descendent d'immigrants àrabs i grecs, va estudiar a l'Institut Regional Federico Errázuriz (IRFE) de Santa Cruz, i després va estudiar teatre a l'Escola d'Art Dramàtic de la Universitat de Xile i va treballar com a director de televisió en el canal de la seva alma mater.
En 1963 va començar a treballar en cinematografia com a assistent de direcció de Yo tenía un camarada, la primera pel·lícula de Helvio Soto, director amb quitambé va col·laborar com a actor en la cintes El analfabeto (1965), Ana (del mateix any) i Mundo mágico (aquest últim, un episodi del llargmetratge El ABC del amor, de 1966).
Debutà com a director amb Por la tierra ajena (1965). Aquest film, basat en una cançó de Patricio Manns, aborda el tema de la pobresa i la infància amb una estètica influenciada per Dziga Vertov en el muntatge de Fernando Bellet.
La seva consagració va arribar quatre anys més tard, amb el seu primer llargmetratge amb El Chacal de Nahueltoro. Memoria Chilena destaca que "la pel·lícula va impactar a Xile no sols en termes de taquilla, sinó també en termes socials i polítics. En l'obra, Littín denúncia la marginalitat de la pagesia i l'absurd accionar de la justícia".
En 1971, quan Salvador Allende va assumir el poder, va designar a Littín president del directori de l'empresa estatal Chilefilms. Durant aquests anys del govern de la Unidad Popular, juntament amb la feina de casa executives, va realitzar alguns documentals i el llargmetratge La tierra prometida, que seria acabada i estrenada a l'exili.
Arran del Cop d'estat de l'11 de setembre de 1973 —que, encapçalat pel general Augusto Pinochet va enderrocar al president socialista Salvador Allende— i l'establiment de la posterior dictadura, va haver de sortir exiliat aquest mateix any, primer a Mèxic i posteriorment a Espanya.
En 1976 va guanyar el Premi Ariel a la millor direcció per la seva pel·lícula Actas de Marusia (1975) i va ser nominat dues vegades en el Festival Internacional de Cinema de Canes al guardó de la millor pel·lícula per aquesta cinta i El recurso del método (1978), i als Oscar corresponents a 1975 i 1982 com millor pel·lícula estrangera, per la primera i Alsino y el cóndor, produccions de Mèxic i Nicaragua, respectivament.
En 1985 Littín va tornar clandestinament a Xile per a filmar una crònica sobre la dictadura que es va dir Acta general de Chile i va ser estrenada a l'any següent. Aquest documental va inspirar a Gabriel García Márquez a escriure Las aventuras de Miguel Littín clandestino en Chile, llibre que es va transformar ràpidament en un supervendes.
Posteriorment, va retornar a la temàtica llatinoamericana amb Sandino de 1991 i tes anys més tard va dirigir Los náufragos.
El 2000 va reprendre l'estil d'epopeia popular amb Tierra del Fuego.
Nou anys després va estrenar Dawson. Isla 10, documental basat en les memòries homònimes de Sergio Bitar sobre aquest famós camp de concentració xilè.

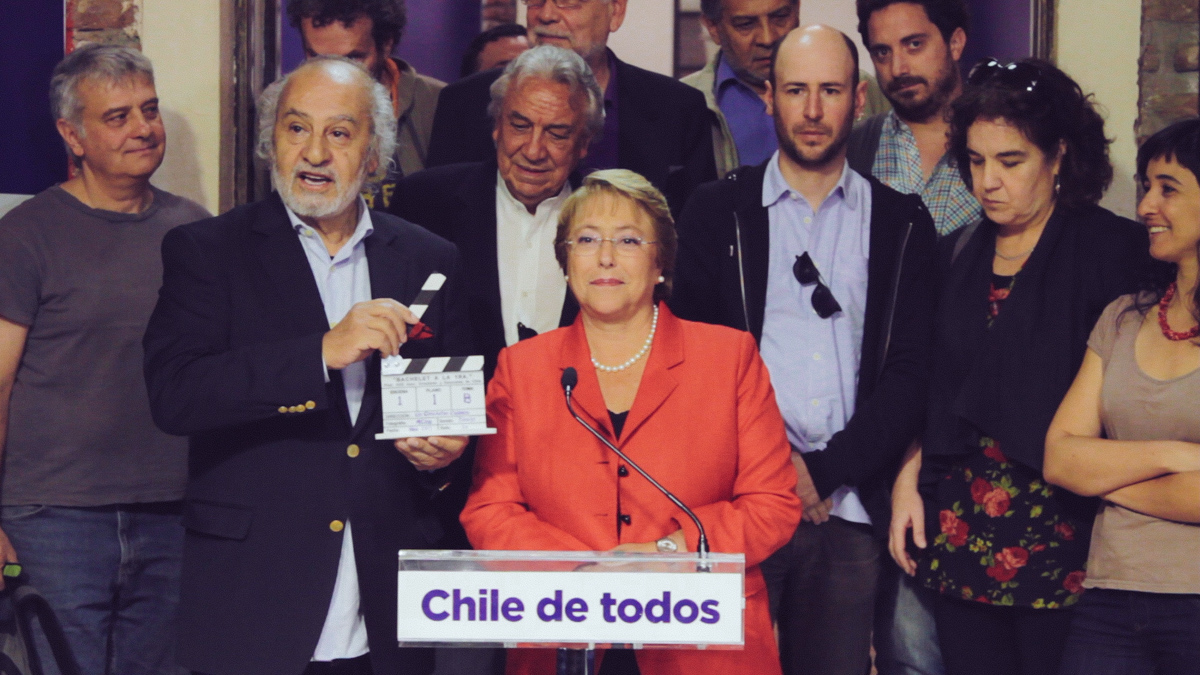
Littín fa ús de la paraula durant una trobada amb la presidenta Bachelet en 2013

Ha escrit dues novel·les —El viajero de las 4 estaciones (1990), la història del seu avi matern grec, i El bandido de los ojos transparentes (1999)—, aaixí com també els guions de diverses de les seves pel·lícules.
Littín va ser alcalde de Palmilla, la seva ciutat natal, durant el període 1992-1994 i reelegit per al període 1996-2000.
Miguel Littín és el clàssic exemple del cineasta compromès i militant, tot i que mai va pertànyer a cap partit polític, buscant narrar les aventures i sofriments del poble xilè i llatinoamericà.
Va ser director acadèmic a l'Escuela de Cine de Chile i en 2016 va assumir la direcció de l'Institut d'Alts Estudis Audiovisuals a la Universitat d'O'Higgins, a Rancagua.

## Pel·lícules

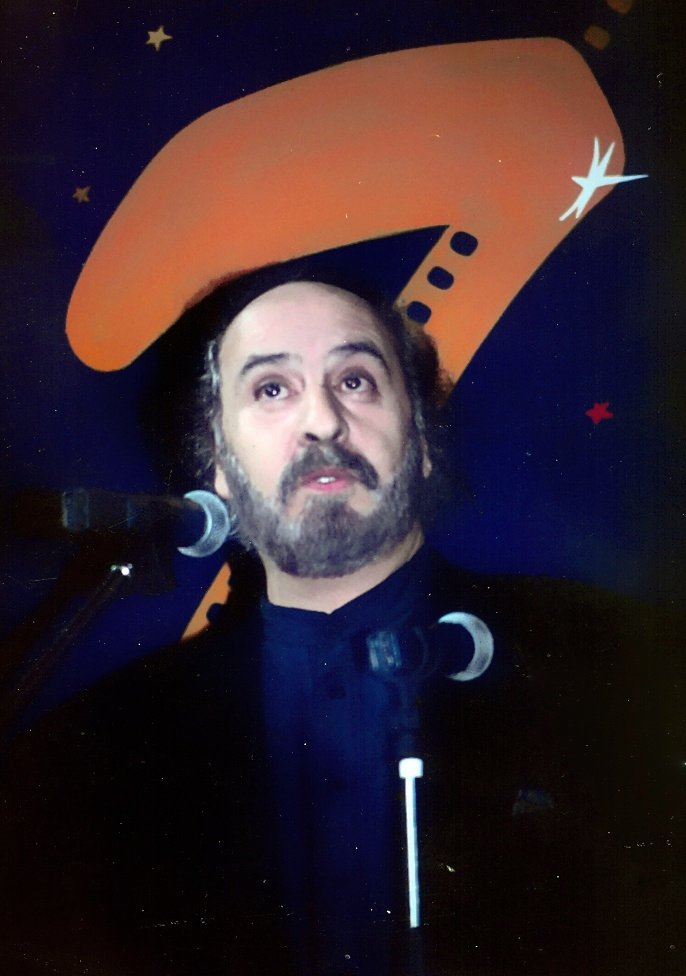
Littín presenta Los náufragos al FICVIÑA 1994.

| Any  | Títol                              |
| ---- | ---------------------------------- |
| 1965 | Por la tierra ajena                |
| 1969 | El Chacal de Nahueltoro            |
| 1971 | Compañero Presidente (documental)  |
| 1973 | La tierra prometida                |
| 1974 | Actas de Marusia                   |
| 1978 | El recurso del método              |
| 1980 | La viuda de Montiel                |
| 1981 | Alsino y el cóndor                 |
| 1986 | Acta general de Chile (documental) |
| 1989 | Sandino                            |
| 1994 | Los náufragos                      |
| 1998 | El duelo                           |
| 1998 | Aventureros del fin del mundo      |
| 1999 | Cinco marineros y un ataúd verde   |
| 2000 | Tierra del Fuego                   |
| 2002 | Crónicas palestinas (documental)   |
| 2002 | El abanderado                      |
| 2005 | La última Luna                     |
| 2009 | Dawson. Isla 10 (documental)       |
| 2014 | Allende en su laberinto            |

## Premis
| Any  | Pel·lícula            | Esdeveniment                                            | Premi/Categoria                    |
| ---- | --------------------- | ------------------------------------------------------- | ---------------------------------- |
| 1976 | Actas de Marusia      | Premi Ariel                                             | Ariel d'Or-Millor pel·lícula       |
| 1976 | Actas de Marusia      | Premi Ariel                                             | Ariel Millor Guió                  |
| 1976 | Actas de Marusia      | Festival de Cinema Iberoamericà de Huelva               | Colón d'Or-Públic                  |
| 1980 | La viuda de Montiel   | Festival de Cinema Iberoamericà de Huelva               | Colón d'Or                         |
| 1983 | Alsino y el cóndor    | Festival Internacional de Cinema de Moscou              | Sant Jordi d'Or                    |
| 1986 | Acta general de Chile | Festival Internacional de Cinema de Venècia             | Premi Fipresci (menció honorígica) |
| 1986 | Acta general de Chile | Festival Internacional de Cinema de Venècia             | Medalla d'Or del Senat italià      |
| 1986 | Acta general de Chile | Festival Internacional de Cinema de Venècia             | Premi «Espai lliure de l'Autor»    |
| 1994 | Los náufragos         | Festival Internacional de Cinema de Cartagena de Indias | Kikito d'Or al millor Guió         |
| 2005 | La última Luna        | Festival de Cinema Iberoamericà de Huelva               | Colón de Plata al millor director  |
| 2006 | La última Luna        | Festival Internacional de Cinema de Cartagena de Indias | India Catalina d'Or                |

## Nominacions
Premis Oscar
| Any  | Categoría                    | pel·lícula         | Resultat |
| ---- | ---------------------------- | ------------------ | -------- |
| 1975 | Millor pel·lícula estrangera | Actas de Marusia   | Candidat |
| 1982 | Millor pel·lícula estrangera | Alsino y el cóndor | Candidat |

Festival Internacional de Cinema de Canes
| Any  | Categoria  | pel·lícula            | Resultat |
| ---- | ---------- | --------------------- | -------- |
| 1976 | Palma d'Or | Actas de Marusia      | Candidat |
| 1978 | Palma d'Or | El recurso del método | Candidat |

Festival Internacional de Cinema de Berlín
| Any  | Categoria | pel·lícula              | Resultat |
| ---- | --------- | ----------------------- | -------- |
| 1970 | Os d'Or   | El Chacal de Nahueltoro | Candidat |
| 1980 | Os d'Or   | La viuda de Montiel     | Candidat |

Altres
| Premi           | Festival                                    | Any  | pel·lícula            |
| --------------- | ------------------------------------------- | ---- | --------------------- |
| Sant Jordi d'Or | Festival Internacional de Cinema de Moscou  | 1973 | La tierra prometida   |
| Ariel d'Or      | Premis Ariel                                | 1979 | El recurso del método |
| Kikito d'Or     | Festival Internacional de Cinema de Gramado | 1995 | Los náufragos         |
| Colón d'Or      | Festival de Cinema Iberoamericà de Huelva   | 2005 | La última Luna        |
| Sant Jordi d'Or | Festival Internacional de Cinema de Moscou  | 2005 | La última Luna        |